# Daeheung-dong, Seoul
Daeheung-dong (koreanska: 대흥동) är en stadsdel i stadsdistriktet Mapo-gu i Sydkoreas huvudstad Seoul.
Sogang University ligger i Daeheung-dong.